# Puchar Świata w narciarstwie dowolnym 2007/2008
Puchar Świata w narciarstwie dowolnym 2007/2008 rozpoczął się 13 grudnia 2007 we francuskim Tignes, a zakończył 16 marca 2008 we włoskim Valmalenco. Była to 29 edycja Pucharu Świata w narciarstwie dowolnym. Puchar Świata odbył się w 12 krajach i 19 miastach na 3 kontynentach. Najwięcej zawodów odbyło się w USA – po 6 dla kobiet i mężczyzn.
Obrońcą Pucharu Świata wśród mężczyzn był Australijczyk Dale Begg-Smith, a wśród kobiet Kanadyjka Jennifer Heil. W tym sezonie triumfowali: Kanadyjczyk Steve Omischl wśród mężczyzn oraz Francuzka Ophélie David wśród kobiet.

## Konkurencje
- AE = skoki akrobatyczne
- MO = jazda po muldach
- DM = jazda po muldach podwójnych
- SX = skicross
- HP = half-pipe

## Mężczyźni

### Kalendarz i wyniki
| Lp. | Data             | Miejsce          | Konkurencja | Zwycięzca                 | 2. miejsce           | 3. miejsce                 |
| 1.  | 13 grudnia 2007  | Tignes           | MO          | Pierre-Alexandre Rousseau | Tapio Luusua         | Alexandre Bilodeau         |
| 2.  | 21 grudnia 2007  | Lianhua          | AE          | Steve Omischl             | Anton Kusznir        | Han Xiaopeng               |
| 3.  | 22 grudnia 2007  | Lianhua          | AE          | Dzmitryj Daszczynski      | Han Xiaopeng         | Steve Omischl              |
| 4.  | 12 stycznia 2008 | Les Contamines   | SX          | Tomáš Kraus               | Casey Puckett        | Stanley Hayer              |
| 5.  | 13 stycznia 2008 | Les Contamines   | HP          | Matthew Hayward           | Kevin Rolland        | Justin Dorey               |
| 6.  | 16 stycznia 2008 | Flaine           | SX          | Tomáš Kraus               | Enak Gavaggio        | Richard Spalinger          |
| 7.  | 18 stycznia 2008 | Lake Placid      | MO          | Warren Tanner             | Dale Begg-Smith      | Patrick Deneen             |
| 8.  | 19 stycznia 2008 | Lake Placid      | AE          | Steve Omischl             | Anton Kusznir        | Han Xiaopeng               |
| 9.  | 20 stycznia 2008 | Lake Placid      | MO          | Dale Begg-Smith           | Alexandre Bilodeau   | Patrick Deneen             |
| 10. | 20 stycznia 2008 | Kreischberg      | SX          | Tomáš Kraus               | Michael Schmid       | Alois Mani                 |
| 11. | 26 stycznia 2008 | Mont Gabriel     | MO          | Guilbaut Colas            | Rusłan Szarifullin   | Vincent Marquis            |
| 12. | 27 stycznia 2008 | Mont Gabriel     | AE          | Steve Omischl             | Anton Kusznir        | Dzmitryj Daszczynski       |
| 13. | 1 lutego 2008    | Deer Valley      | AE          | Stanisław Krawczuk        | Władimir Lebiediew   | Renato Ulrich              |
| 14. | 2 lutego 2008    | Deer Valley      | MO          | Vincent Marquis           | Landon Gardner       | Alexandre Bilodeau         |
| 15. | 2 lutego 2008    | Deer Valley      | SX          | Davey Barr                | Casey Puckett        | Michael Schmid             |
| 16. | 9 lutego 2008    | Cypress Mountain | MO          | Zawody Odwołane           | Zawody Odwołane      | Zawody Odwołane            |
| 17. | 10 lutego 2008   | Cypress Mountain | AE          | Steve Omischl             | Dzmitryj Daszczynski | Warren Shouldice           |
| 18. | 15 lutego 2008   | Inawashiro       | HP          | Matthew Hayward           | Kalle Leinonen       | Micheal Riddle             |
| 19. | 16 lutego 2008   | Inawashiro       | MO          | Dale Begg-Smith           | Osamu Ueno           | David Babic Guilbaut Colas |
| 20. | 17 lutego 2008   | Inawashiro       | AE          | Anton Kusznir             | Steve Omischl        | Ryan St. Onge              |
| 21. | 22 lutego 2008   | Sierra Nevada    | SX          | Tomáš Kraus               | Stanley Hayer        | Andreas Steffen            |
| 22. | 28 lutego 2008   | Špičák           | SX          | Zawody Odwołane           | Zawody Odwołane      | Zawody Odwołane            |
| 23. | 1 marca 2008     | Mariánské Lázně  | MO          | Guilbaut Colas            | Nathan Roberts       | Alexandre Bilodeau         |
| 24. | 1 marca 2008     | Moskwa           | AE          | Steve Omischl             | Stanisław Krawczuk   | Nicolas Thépaut            |
| 25. | 6 marca 2008     | Grindelwald      | SX          | Lars Lewén                | Davey Barr           | Stanley Hayer              |
| 26. | 7 marca 2008     | Davos            | AE          | Steve Omischl             | Warren Shouldice     | Dzmitryj Daszczynski       |
| 27. | 7 marca 2008     | Åre              | MO          | Dale Begg-Smith           | Nathan Roberts       | Dmitrij Rejcherd           |
| 28. | 8 marca 2008     | Åre              | DM          | Dmitrij Rejcherd          | Dale Begg-Smith      | Vincent Marquis            |
| 29. | 9 marca 2008     | Hasliberg        | SX          | Lars Lewén                | Stanley Hayer        | Tomáš Kraus                |
| 30. | 12 marca 2008    | Valmalenco       | HP          | Micheal Riddle            | Kalle Leinonen       | Xavier Bertoni             |
| 31. | 15 marca 2008    | Valmalenco       | MO          | David Babic               | Vincent Marquis      | Patrick Deneen             |
| 32. | 16 marca 2008    | Valmalenco       | SX          | Lars Lewén                | Andreas Steffen      | Andreas Matt               |

### Klasyfikacje
| Lp. | Zawodnik             | Punkty |
| --- | -------------------- | ------ |
| 1.  | Steve Omischl        | 85     |
| 2.  | Tomáš Kraus          | 69     |
| 3.  | Dale Begg-Smith      | 66     |
| 4.  | Anton Kusznir        | 60     |
| 5.  | Lars Lewén           | 56     |
| 5.  | Guilbaut Colas       | 50     |
| 7.  | Dzmitryj Daszczynski | 49     |
| 8.  | Matthew Hayward      | 46     |
| 9.  | Stanisław Krawczuk   | 44     |
| 10. | Stanley Hayer        | 43     |
| 10. | Vincent Marquis      | 43     |

| Lp. | Zawodnik             | Punkty |
| --- | -------------------- | ------ |
| 1.  | Steve Omischl        | 769    |
| 2.  | Anton Kusznir        | 543    |
| 3.  | Dzmitryj Daszczynski | 444    |
| 4.  | Stanisław Krawczuk   | 396    |
| 5.  | Han Xiaopeng         | 352    |
| 6.  | Warren Shouldice     | 283    |
| 7.  | Władimir Lebiediew   | 276    |
| 8.  | Andreas Isoz         | 265    |
| 9.  | Renato Ulrich        | 220    |
| 10. | Thomas Lambert       | 208    |

| Lp. | Zawodnik           | Punkty |
| --- | ------------------ | ------ |
| 1.  | Dale Begg-Smith    | 784    |
| 2.  | Guilbaut Colas     | 496    |
| 3.  | Vincent Marquis    | 408    |
| 4.  | Alexandre Bilodeau | 392    |
| 5.  | Patrick Deneen     | 349    |
| 6.  | Nathan Roberts     | 309    |
| 7.  | Pierre-A. Rousseau | 308    |
| 8.  | David Babic        | 297    |
| 9.  | Tapio Luusua       | 283    |
| 10. | Dmitrij Rejcherd   | 261    |

| Lp. | Zawodnik              | Punkty |
| --- | --------------------- | ------ |
| 1.  | Tomáš Kraus           | 555    |
| 2.  | Lars Lewén            | 448    |
| 3.  | Stanley Hayer         | 344    |
| 4.  | Davey Barr            | 302    |
| 5.  | Ted Piccard           | 263    |
| 6.  | Christopher Del Bosco | 230    |
| 7.  | Andreas Steffen       | 227    |
| 8.  | Michael Schmid        | 214    |
| 9.  | Hiroomi Takizawa      | 200    |
| 10. | Casey Puckett         | 171    |

| Lp. | Zawodnik               | Punkty |
| --- | ---------------------- | ------ |
| 1.  | Matthew Hayward        | 229    |
| 2.  | Kalle Leinonen         | 196    |
| 3.  | Micheal Riddle         | 170    |
| 4.  | Justin Dorey           | 160    |
| 5.  | Xavier Bertoni         | 137    |
| 6.  | Reto Comincioli        | 125    |
| 7.  | Loïc Collomb-Patton    | 94     |
| 8.  | Antti-Jussi Kemppainen | 86     |
| 9.  | Mathieu Bijasson       | 84     |
| 10. | Kevin Rolland          | 80     |

## Kobiety

### Kalendarz i wyniki
| Lp. | Data             | Miejsce          | Konkurencja | Zwyciężczyni          | 2. miejsce            | 3. miejsce          |
| 1.  | 13 grudnia 2007  | Tignes           | MO          | Margarita Marbler     | Aiko Uemura           | Kristi Richards     |
| 2.  | 21 grudnia 2007  | Lianhua          | AE          | Jacqui Cooper         | Lydia Lassila         | Guo Xinxin          |
| 3.  | 22 grudnia 2007  | Lianhua          | AE          | Jacqui Cooper         | Li Nina               | Cheng Shuang        |
| 4.  | 12 stycznia 2008 | Les Contamines   | SX          | Ophélie David         | Hedda Berntsen        | Méryll Boulangeat   |
| 5.  | 13 stycznia 2008 | Les Contamines   | HP          | Sarah Burke           | Jennifer Hudak        | Mirjam Jäger        |
| 6.  | 16 stycznia 2008 | Flaine           | SX          | Méryll Boulangeat     | Jenny Owens           | Noriko Fukushima    |
| 7.  | 18 stycznia 2008 | Lake Placid      | MO          | Emiko Torito          | Deborah Scanzio       | Kayla Snyderman     |
| 8.  | 19 stycznia 2008 | Lake Placid      | AE          | Jacqui Cooper         | Guo Xinxin            | Evelyne Leu         |
| 9.  | 20 stycznia 2008 | Lake Placid      | MO          | Michelle Roark        | Jekatierina Stolarowa | Nikola Sudová       |
| 10. | 20 stycznia 2008 | Kreischberg      | SX          | Ophélie David         | Karin Huttary         | Jenny Owens         |
| 11. | 26 stycznia 2008 | Mont Gabriel     | MO          | Jekatierina Stolarowa | Deborah Scanzio       | Michelle Roark      |
| 12. | 27 stycznia 2008 | Mont Gabriel     | AE          | Ałła Cuper            | Li Nina               | Lydia Lassila       |
| 13. | 1 lutego 2008    | Deer Valley      | AE          | Li Nina               | Jacqui Cooper         | Cheng Shuang        |
| 14. | 2 lutego 2008    | Deer Valley      | MO          | Shelly Robertson      | Margarita Marbler     | Kristi Richards     |
| 15. | 2 lutego 2008    | Deer Valley      | SX          | Ophélie David         | Saša Farič            | Émilie Serain       |
| 16. | 9 lutego 2008    | Cypress Mountain | MO          | Zawody Odwołane       | Zawody Odwołane       | Zawody Odwołane     |
| 17. | 10 lutego 2008   | Cypress Mountain | AE          | Jacqui Cooper         | Lydia Lassila         | Dai Shuangfei       |
| 18. | 15 lutego 2008   | Inawashiro       | HP          | Sarah Burke           | Jennifer Hudak        | Davina Williams     |
| 19. | 16 lutego 2008   | Inawashiro       | MO          | Aiko Uemura           | Nikola Sudová         | Emiko Torito        |
| 20. | 17 lutego 2008   | Inawashiro       | AE          | Jacqui Cooper         | Ałła Cuper            | Li Nina             |
| 21. | 22 lutego 2008   | Sierra Nevada    | SX          | Ophélie David         | Hedda Berntsen        | Katrin Ofner        |
| 22. | 28 lutego 2008   | Špičák           | SX          | Zawody Odwołane       | Zawody Odwołane       | Zawody Odwołane     |
| 23. | 1 marca 2008     | Mariánské Lázně  | MO          | Aiko Uemura           | Sylvia Kerfoot        | Emiko Torito        |
| 24. | 1 marca 2008     | Moskwa           | AE          | Emily Cook            | Deidra Dionne         | Zhang Xin           |
| 25. | 6 marca 2008     | Grindelwald      | SX          | Saša Farič            | Émilie Serain         | Méryll Boulangeat   |
| 26. | 7 marca 2008     | Davos            | AE          | Evelyne Leu           | Lydia Lassila         | Ałła Cuper          |
| 27. | 7 marca 2008     | Åre              | MO          | Aiko Uemura           | Kristi Richards       | Emiko Torito        |
| 28. | 8 marca 2008     | Åre              | DM          | Aiko Uemura           | Nikola Sudová         | Kayla Snyderman     |
| 29. | 9 marca 2008     | Hasliberg        | SX          | Ophélie David         | Saša Farič            | Gro Kvinlog         |
| 30. | 12 marca 2008    | Valmalenco       | HP          | Jennifer Hudak        | Sarah Burke           | Rosalind Groenewoud |
| 31. | 15 marca 2008    | Valmalenco       | MO          | Aiko Uemura           | Margarita Marbler     | Nikola Sudová       |
| 32. | 16 marca 2008    | Valmalenco       | SX          | Ophélie David         | Hedda Berntsen        | Méryll Boulangeat   |

### Klasyfikacje
| Lp. | Zawodniczka       | Punkty |
| --- | ----------------- | ------ |
| 1.  | Ophélie David     | 81     |
| 2.  | Jacqui Cooper     | 71     |
| 3.  | Aiko Uemura       | 68     |
| 4.  | Sarah Burke       | 56     |
| 4.  | Saša Farič        | 56     |
| 6.  | Nikola Sudová     | 54     |
| 6.  | Méryll Boulangeat | 54     |
| 8.  | Jennifer Hudak    | 52     |
| 9.  | Lydia Lassila     | 51     |
| 9.  | Hedda Berntsen    | 51     |
| 9.  | Margarita Marbler | 51     |

| Lp. | Zawodniczka       | Punkty |
| --- | ----------------- | ------ |
| 1.  | Jacqui Cooper     | 642    |
| 2.  | Lydia Lassila     | 460    |
| 3.  | Ałła Cuper        | 453    |
| 4.  | Li Nina           | 405    |
| 5.  | Evelyne Leu       | 322    |
| 6.  | Emily Cook        | 296    |
| 7.  | Guo Xinxin        | 278    |
| 8.  | Elizabeth Gardner | 263    |
| 9.  | Cheng Shuang      | 251    |
| 10. | Dai Shuangfei     | 216    |

| Lp. | Zawodniczka           | Punkty |
| --- | --------------------- | ------ |
| 1.  | Aiko Uemura           | 683    |
| 2.  | Nikola Sudová         | 540    |
| 3.  | Margarita Marbler     | 510    |
| 4.  | Kristi Richards       | 405    |
| 5.  | Emiko Torito          | 396    |
| 6.  | Michelle Roark        | 385    |
| 7.  | Shelly Robertson      | 369    |
| 8.  | Jekatierina Stolarowa | 315    |
| 9.  | Deborah Scanzio       | 295    |
| 9.  | Miki Itō              | 295    |

| Lp. | Zawodniczka       | Punkty |
| --- | ----------------- | ------ |
| 1.  | Ophélie David     | 646    |
| 2.  | Saša Farič        | 447    |
| 3.  | Méryll Boulangeat | 428    |
| 4.  | Hedda Berntsen    | 409    |
| 5.  | Noriko Fukushima  | 310    |
| 6.  | Émilie Serain     | 293    |
| 7.  | Jenny Owens       | 273    |
| 8.  | Seraina Murk      | 223    |
| 9.  | Katrin Ofner      | 205    |
| 10. | Julia Murray      | 182    |

| Lp. | Zawodniczka         | Punkty |
| --- | ------------------- | ------ |
| 1.  | Sarah Burke         | 280    |
| 2.  | Jennifer Hudak      | 160    |
| 2.  | Rosalind Groenewoud | 160    |
| 4.  | Davina Williams     | 139    |
| 5.  | Marta Ahrenstedt    | 85     |
| 6.  | Jessica Cumming     | 77     |
| 7.  | Anaïs Caradeux      | 72     |
| 8.  | Mirjam Jäger        | 60     |
| 9.  | Virginie Faivre     | 45     |
| 10. | Manami Mitsuboshi   | 40     |